# Blocage des prix
Pour un article plus général, voir Contrôle des prix.
 (décembre 2024).
Le blocage des prix est une politique publique par laquelle un gouvernement adopte une réglementation qui limite le niveau de prix de biens ou services, afin de tenter de réduire l’inflation.
C'est en général une mesure de courte durée, une réponse technique à une situation d'urgence, mais cette mesure n'est pas toujours efficace : il se pose toujours le délicat problème de la sortie du blocage. Surtout cela entraine des pénuries, les acteurs économiques ne produisant ni vendant à perte lorsque leurs coûts augmentent[réf. nécessaire].

## Aux États-Unis
Les prix et les salaires ont été gelés en août 1971 par le président Richard Nixon pendant trois mois.

## Au Royaume-Uni
Les prix et les salaires ont été bloqués en 1972.

## En France
Le blocage des prix a été utilisé comme politique économique par des gouvernements français depuis la Révolution française. La première utilisation date de 1793, lorsque les montagnards ont voté le blocage des prix des denrées de première nécessité. Le plan Barre mis en place par le Premier ministre Raymond Barre a également bloqué les prix à partir de septembre 1976. Le blocage a été levé en 1982, lors du premier mandat de François Mitterrand. Il a été proposé plus récemment par François Hollande concernant le prix des carburants,,.
À partir de 2013, le bouclier qualité prix bloque les prix de produits de grande consommation dans les départements et régions d'outre-mer. Pendant la pandémie de Covid-19 en France, un blocage des prix est institué  sur les gels hydroalcooliques.

## Au Brésil
En [Quand ?], le plan Sarney du président José Sarney comportait un blocage des prix, accompagnant une dévaluation et un gel des taux de change.